# César Araújo
César Nahuel Araújo Vilches (Montevideo, 2 de abril de 2001) es un futbolista uruguayo. Juega de pivote y su equipo actual es el Orlando City Soccer Club de la Major League Soccer, máxima categoría del fútbol estadounidense. Es el hermano menor del futbolista Maximiliano Araújo.

## Selección nacional
Ha sido parte de la selección de Uruguay en las categorías juveniles sub-20 y sub-23, también en la absoluta.
En octubre de 2019 recibió su primera citación a la selección de Uruguay por el técnico Gustavo Ferreyra, fue para entrenar con la categoría sub-20. Para marzo de 2020 estaba acordado jugar amistosos contra Honduras pero se suspendieron todas las actividades de la AUF debido a la Pandemia de COVID-19.
Hasta 2021 fue un habitual en los entrenamientos de la selección juvenil, no jugaron partidos amistosos internacionales debido a la pandemia, por lo que se midieron contra clubes locales. Conmebol suspendió el Campeonato Sudamericano sub-20.
Fue reservado en la selección absoluta por primera vez el 7 de enero de 2022 por el nuevo entrenador Diego Alonso, para las fechas FIFA de enero y febrero de Eliminatorias a la Copa Mundial 2022 pero no quedó en el plantel. Para las fechas FIFA de marzo volvió a ser reservado pero no confirmado.
Estuvo en la lista de 55 futbolistas reservados para la Copa Mundial de Fútbol de 2022, entrenó por primera vez con la selección absoluta, coincidió con jugadores como Luis Suárez, Edinson Cavani, Diego Godín y Fernando Muslera pero no quedó en el plantel mundialista.
El 10 de diciembre de 2023 fue citado por Marcelo Bielsa para entrenar de cara al Torneo Preolímpico Sudamericano Sub-23 de 2024. Fue confirmado en el plantel definitivo el 5 de enero, le fue asignado el dorsal número 5.
Debutó con la Celeste el 13 de enero de 2024, jugó de titular en un amistoso contra Paraguay sub-23, fue el capitán y ganaron 4-1.
Fue el capitán durante el Preolímpico pero quedaron eliminados en la fase de grupos, jugó 4 partidos y convirtió un gol.

## Estadísticas

### Clubes
Actualizado al último partido citado el 29 de junio de 2025.
| Club                              | Div.          | Temporada     | Liga  | Liga  | Liga   | Copas nacionales | Copas nacionales | Copas nacionales | Copas internacionales | Copas internacionales | Copas internacionales | Total | Total | Total  |
| Club                              | Div.          | Temporada     | Part. | Goles | Asist. | Part.            | Goles            | Asist.           | Part.                 | Goles                 | Asist.                | Part. | Goles | Asist. |
| --------------------------------- | ------------- | ------------- | ----- | ----- | ------ | ---------------- | ---------------- | ---------------- | --------------------- | --------------------- | --------------------- | ----- | ----- | ------ |
| Mdeo. Wanderers F. C. · Uruguay   | 1.ª           | 2019          | -     | -     | -      | -                | -                | -                | 1                     | 0                     | 0                     | 1     | 0     | 0      |
| Mdeo. Wanderers F. C. · Uruguay   | 1.ª           | 2020          | 30    | 0     | 3      | -                | -                | -                | —                     | —                     | —                     | 30    | 0     | 3      |
| Mdeo. Wanderers F. C. · Uruguay   | 1.ª           | 2021          | 29    | 0     | 3      | 1                | 0                | 0                | 2                     | 0                     | 0                     | 32    | 0     | 3      |
| Mdeo. Wanderers F. C. · Uruguay   | Total club    | Total club    | 59    | 0     | 6      | 1                | 0                | 0                | 3                     | 0                     | 0                     | 63    | 0     | 6      |
| Orlando City S. C. Estados Unidos | 1.ª           | 2022          | 32    | 0     | 0      | 6                | 2                | 0                | —                     | —                     | —                     | 38    | 2     | 0      |
| Orlando City S. C. Estados Unidos | 1.ª           | 2023          | 36    | 1     | 4      | 1                | 0                | 0                | 5                     | 1                     | 1                     | 42    | 2     | 5      |
| Orlando City S. C. Estados Unidos | 1.ª           | 2024          | 35    | 1     | 1      | -                | -                | -                | 6                     | 0                     | 0                     | 41    | 1     | 1      |
| Orlando City S. C. Estados Unidos | 1.ª           | 2025          | 14    | 2     | 3      | 2                | 0                | 0                | -                     | -                     | -                     | 16    | 2     | 3      |
| Orlando City S. C. Estados Unidos | Total club    | Total club    | 117   | 4     | 8      | 9                | 2                | 0                | 11                    | 1                     | 1                     | 137   | 7     | 9      |
| Total carrera                     | Total carrera | Total carrera | 176   | 4     | 14     | 10               | 2                | 0                | 14                    | 1                     | 1                     | 200   | 7     | 15     |
| 1. 2.                             |               |               |       |       |        |                  |                  |                  |                       |                       |                       |       |       |        |

### Selección
Actualizado al último partido citado el 6 de junio de 2024.
| Selección          | Temporada         | Continental | Continental | Continental | Mundial      | Mundial      | Mundial      | Amistosos | Amistosos | Amistosos | Total | Total | Total  |
| Selección          | Temporada         | Part.       | Goles       | Asist.      | Part.        | Goles        | Asist.       | Part.     | Goles     | Asist.    | Part. | Goles | Asist. |
| ------------------ | ----------------- | ----------- | ----------- | ----------- | ------------ | ------------ | ------------ | --------- | --------- | --------- | ----- | ----- | ------ |
| Sub-23 · Uruguay   | 2024              | 3           | 1           | 0           | No clasificó | No clasificó | No clasificó | 2         | 0         | 0         | 5     | 1     | 0      |
| Sub-23 · Uruguay   | Total sel.        | 3           | 1           | 0           | 0            | 0            | 0            | 2         | 0         | 0         | 5     | 1     | 0      |
| Absoluta · Uruguay | 2024              | 0           | 0           | 0           | —            | —            | —            | 1         | 0         | 0         | 1     | 0     | 0      |
| Absoluta · Uruguay | Total sel.        | 0           | 0           | 0           | 0            | 0            | 0            | 1         | 0         | 0         | 1     | 0     | 0      |
| Total selecciones  | Total selecciones | 3           | 1           | 0           | 0            | 0            | 0            | 3         | 0         | 0         | 6     | 1     | 0      |
| 1.                 |                   |             |             |             |              |              |              |           |           |           |       |       |        |